# Акутни некомпликовани пиелонефритис
Акутни некомпликовани пијелонефритис (АНП) је запаљење бубрежних тубула и интерстицијума (бубрежне карлице, чашица и каналића) изазвано патогеним микроорганизмима, најчешће бактеријама која потичу из доњег мокраћних канала. Сврстава се у тешке инфекције горњих мокраћних путева, или тубуло-интерстицијумске нефропатије изазване инфекцијом горњих мокраћних путева.
Клинички се манифестује фебрилним стањем и мање или више израженим знацима системске инфекције, уз одсуство било каквих анатомских малформација мокраћних путева и одсуство других патолошких процеса (бубрежник камена, циста, рака, рефлукса, хидронефроза), трудноће, или податка о ранијим операцијама уротракта, као и одсуство имунокомпромитованог стања или имуносупресивне терапије. У типичним случајевима, знаци и симптоми који се јављају у прва 24 сата укључују бол у слабини различитог интензитета, слабост, грозницу и укоченост, а могу бити присутни и дисурија, мучнина и повраћање. Физикални преглед открива бол у слабинама при перкусијама, а код неких пацијената и осетљивост доњег трбуха узрокован циститисом који је претходио пијелонефритису.
Дијагноза се поставља на основу, узорк мокраће и уринокултуре,  које треба узети пре почетка лечења, а код особа примљених у болницу треба урадити и хемокултуре. Леукоцитурија је скоро увек присутна а уринокултуре су позитивне код 90% пацијената (типично откривајући бактериурију ≥105/мЛ бактерија које формирају колоније). Радиолошке методе  треба размотрити ако или када дијагноза није коначна, а грозница траје >48 сати док је пацијент све време на одговарајућој терапији антибиотиком а се клиничко стање пацијента погорша током лечења или пацијент има понављајућу епизоду акутног пијелонефритиса.
Интравенску или интрамускуларну терапију треба модификовати у складу са резултатима мокраће и хемокултуре. Ако се температура повлачи и јавља се клиничко побољшање (обично у року од 72 сата), требало би започети терапију оралним антимикробним агенсом одабраним на основу микробиолошких резултата (лек се може разликовати од интравенозног лека).

## Епидемиологија
Учесталост акутног некомпликованог пијелонефритис се процењује на 3 случаја на 1.000 пацијента годишње, односно 10 до 25 милиона случајева на глобалном нивоу у током једне године.. 
Полне разлике
Учесталост се разликује између полова. Чешћи је код особа женског пола, а најчешћи код млађих жена у генеративном периоду.  Око 1% дечака и 3% девојчица имаће акутни пијелонефритис до 7 године живота.
Старост и хроничне болести
Акутни пијелонефритис се може јавити у било ком узрасту, али је инциденција  највећа код жена старости од 15-29 година, а затим код новорођенчади и старијих људи.
Разлика у учесталости у зависности од старосне доби повезана је са фактоима ризика као што су присуство рецидивирајучих мокраћних инфекција доњих мокраћних путева, дужина живота, недостатак естрогена, поремећаји у акту мокрења, шећерна болест, неуропатска обољења, гојазност, као и катетеризација мокраћне бешике и/или уролошке процедуре.

## Етиопатогенеза
У највећем броју случајева акутни некомпликовани пијелонефритис настаје асцендентним ширењем инфекције из доњих мокраћних путева, а хематогена, лимфогена или per continuitatem дисеминација је ретка. Узрочници акутног некомпликованог пијелонефритиса су бактерије фекалне флоре, доминантно грам-негативне бактерије (85–95%). 
За настанак инфекције је важна вируленција микроорганизма, величина инокулата, механизам настанка и одбрамбене способности домаћина. Управо зато је популација млађих, сексуално активних жена изложена посебном ризику настанка пијелонефритиса, нарочито ако се не придржавају општих хигијенских препорука (посткоитално уринирање, правац брисања после уринирања итд.).
Хематогена дисеминација се јавља код системске бактеријемије или сепсе, где су најчешћи изазивачи грам-позитивни микроорганизми. 
Гљивице такође могу да буду изазивачи акутног пијелонефритиса у случају системске гљивичне инфекције или предиспозиције за њу (шечерна болест, имуносупресија, имунодефицијенција, дуготрајна употреба антибиотика итд.). С обзиром на механизам настанка, ове инфекције се не могу сврстати у некомпликоване у ужем смислу.
Најчешћи узрочници акутнох некомпликованог пијелонефритис су Е. Coli (75–95%), ређе Enterobacteriaceae, као што је Proteus mirabilis и Klebsiella pneumoniae и Staphylococcus saprophyticus.

## Клиничка слика
Клиничка слика и ток инфекције код АНП најчешће се испољава као:
- повишена телесна температура,
- мучнина, слабост и нагон за повраћањем,
- језа,
- дрхтавица,
- бол у слабинама (прецизније у костовертебралном углу),  који није везан за кретање и положај тела
- дизуричне сметње, ургентно мокрење и други симптоми,  сличним циститису, који понекад могу бити и одсутни[2][1]
- поремећај функције бубрега,
- системске манифестацие.

Интензитет симптома и знакова инфекције варира од готово минималних сметњи до знакова сепсе и  септичног шока, са последицама на системску хемодинамику и респираторну функцију. 
Лумбална сукусија је најчешће позитивна. 
У прегледу мокраће, често се утврђује повећан број леукоцита нитрити и протеини и микроскопска, или ређе, макроскопска хематурија. 

## Дијагноза
Дијагноза акутног некомпликованог пијелонефритиса поставља на основу симтпома и знакова болести и физикалног прегледа болесника, прегледа мокраће (тест трачицом, или микроскопски), уринокултуре и антибиограма.
Анамнестички подаци
Анамнестички подаци су драгоцени за откривање потенцијалног узрока акутног некомпликованог пијелонефритиса, посебно у случајевима када се ради о рекурентним инфекцијама. Претходно лечене инфекције мокраћних путева могу изазвати лажно негативан налаз уринокултуре, који је веома важан за правилно лечење и излечење акутног некомпликованог пијелонефритиса. Такође, подаци о постојању придружених обољења (нпр. дијабетес, цистичне болести бубрега) или терапије лековима који модификују или умањују имунски одговор, могу указати на инвазивнију манифестацију, системску инфламаторну реакцију, као и на ређе форме (готово увек компликованих) уринарних инфекција (емфизематозни пијелонефритис, ксанотогрануломатозни пијелонефритис, полиома вирусна инфекција, перинефритички абсцес итд.). 
Физикални преглед
Физикалним прегледом путем палпације обично се установи болна реакција у костовертебралном углу, што се потврђује евентуалном благом перкусијом или сукусијом. Груба сукусија често изазива лажно позитиван налаз, а у случају постојања инфекције је веома болна и беспотребно трауматична за болесника. Могуће је наћи и супрапубичну осетљивост, као и абдоминалану осетљивост, што дијагнозу чини отежаном због диференцијалне дијагнозе с акутним абдоменом. 
Преглед мокраће
У свим случајевима акутног некомпликованог пијелонефритиса требало би урадити преглед мокраће. Помоћу тест трачице у мокраћи се могу доказати крв, леукоцити и нитрити, појединачно или у комбинацији, када се повећава вероватноћа присуства инфекције. Микроскопски преглед седимента мокраће треба да покаже обавезно присуство леукоцита, обично у великом броју и/или у групама, леукоцитних цилиндара и бактерија. У случајевима инфекције узроковане E. сoli могу бити присутни и еритроцити у значајном броју. Када се обоји седимент мокраће по Грам-у, могуће је разликовати грам-негативне од грам-позитивних бактерија, што може помоћи при избору прве терапије.
Уринокултуром се потврђује инфекција.
У прегледу крвне слике налази се леукоцитоза, у формули неутрофилија, а може бити присутна анемија или ређе тромбоцитопенија. Концентрације Ц-реактивног протеина, Д-димера и фибриногена су повишене а седиментацијa еритроцита је убрзана. У зависности од тежине клиничке слике, могући су поремећаји електролита и ацидобазне равнотеже, као и азотемија као знак или исхемијом изазваног акутног оштећења бубрега или инфективног  тубулоинтерстицијумског нефритиса са поремећајем тубулских функција. Концентрација прокалцитонина је повећана у случајевима системске инфекције и сепсе.
Радиолошка испитивања
Радиолошка испитивања у акутној фази некомпликованог пријелонефритиса готово никада нису индикована без претходне примене терапије прописане на основу микробиолошког испитивања и антибиограма.
Нативни снимак уротракта је брза и јефтина оријентациона метода која може да укаже на постојање калкулозе, што брзо и лако класификује пијелонефритис као компликован. Ултразвучни преглед је драгоцен у откривању хидронефрозе и цистичних болести бубрега, као и калкулозе. Његов дијагностички допринос може се појачати Доплер прегледом васкуларизације бубрега. Ако је мокраћна бешика испуњена, њен ултразвучни преглед доноси додатне информације o постојању или одсуству патолошких промена.
Типично, у акутном некомпликованом пијелонефритису је ултразвучни преглед  који открива   увећан, едематозан бубрег, који има наглашену слузницу пијелона, као и већу акустичну импеданцу паренхима са наглашеним пирамидама. 
Компјутеризовна томографија са великим бројем пресека (MSCT) са или без урографије драгоцена је објективна метода дијагностике акутног пијелонефритиса. Овом методом лако се откривају патолошке промене и прави прецизнија диференцијална дијагноза компликованих и некомпликованих уринарних инфекција. Такође, MSCT може да прикаже компликације инфекције (перинефритички абсцес, емифизематозни пијелонефритис, руптура бубрега итд.). Типичан MSCT налаз у пијелонефритису показује троугласти едем паренхима и папиле (базом окренутом према спољној контури бубрега), перинефритички едем и евентуалну инфламацију, едем слузнице пијелона. Вредност MSCT у дијагнози акутног некомпликованог пијелонефритиса је највећа и по правилу искључује потребу за даљим допунским испитивањима (магнетна резонанца, сцинтиграфија).

## Терапија
Терапија акутног некомпликованог пијелонефритиса заснована је на:
- процени тежине клиничке слике,
- процени могућих придружених обољења,
- психосоцијалном стања болесника,
- налазу уринокултуре

Процена манифестације болести и тежине клиничке слике заснива се на опсервацији болесника и анализи виталних параметара (крвни притисак, пулс, респираторна фреквенција, телесна температура, стање хидрираности, могућност узимања лекова, хране и течности преко уста).
На основу процене акутни пијелонефритис класификује се као благ, умерен и септичан. 
У доњој табели приказани су антибиотици који се предлажу за парентералну и пероралну примену код болесника са АНП и нормалном функцијом бубрега и трајање примене.
| Лек            | Препорука |
| Амоксицилин    | Користити се за благи до умерени акутни некомпликовани пијелонефритис изазван ентерококом или за завршетак 14-то дневне терапије која је започела парентералним ампицилином. Започети примену тек након што се добију подаци о осетљивости. |
| Ампицилин      | За инфекције узроковане Enterococcus spp., ово парентерално средство (са или без аминогликозида) може се у почетку користити за тешке случајеве акутног некомпликованог пијелонефритиса, у трајању од 14 дна |
| Цефазолин      | Може се сматрати алтернативним агенсом за осетљиве патогене. Једна опсервациона, нерандомизована студија је показала да није инфериоран цефтриаксону за акутни пијелонефритис у односу на клинички одговор, дужину боравка у болници и стопе поновног пријема за циститис или пијелонефритис од 30 дана. |
| Цефтриаксон    | Активан је против већине Enterobacteriaceae и може се користити за почетак амбулантне терапије праћене оралном терапијом. Међутим, нема доказаног дуготрајног пост-антибиотског ефекта као што је примећено код аминогликозида. |
| Цефатазидим    | Активан против већине грам-негативних патогена укључујући P. aeruginosa. Постиже добар ниво у мокраћи. |
| Тазобактам     | Када се упореди са левофлоксацином за лечење пацијената са пијелонефритисом или компликованом инфекцијом мокраћних путева, вероватније је да ће овај агенс бити повезан са микробиолошким излечењем јер није био инфериоран у постизању клиничког излечења. |
| Моксифлоксацин | Овај флуорокинолон није добар избор за инфекцију мокраћних путева јер постиже слаб ниво у мокраћи јер се углавном излучије преко јетре. |
| Нитрофурантоин | Не препоручује се за акутни пијелонефритис јер не постиже терапеутски ниво у бубрежном паренхима. |
| Ципрофлоксацин | Флуорокинолони (ФК) су прва линија емпиријског лечења акутног пијелонефритиса |
| Левофлоксацин  | Флуорокинолони (ФК) су прва линија емпиријског лечења акутног пијелонефритиса |
| Гентамицин     | Ефикасан модалитет када се даје ИВ или ИМ или се даје као прва доза у амбулантном лечењу. У светлу доказаног дејства аминогликозида након антибиотика, овај режим може бити пожељнији када се користи комбиновано парентерално и орално амбулантно лечење. Терапија једном дозом није повезана са штетним утицајем на бубреге. Сви аминогликозиди су повезани са ризиком од ототоксичности почевши од прве дозе. |
| Тобрамицин     | Ефикасан модалитет када се даје ИВ или ИМ или се даје као прва доза у амбулантном лечењу. У светлу доказаног дејства аминогликозида након антибиотика, овај режим може бити пожељнији када се користи комбиновано парентерално и орално амбулантно лечење. Терапија једном дозом није повезана са штетним утицајем на бубреге. Сви аминогликозиди су повезани са ризиком од ототоксичности почевши од прве дозе. |
| Амикацин       | Употреба амикацина треба да буде ограничена на оне пацијенте са патогенима који су резистентни на друге аминогликозиде. |
| Фосфомицин     | Не користити орални препарат за тешки пијелонефритис због ограничене системске апсорпције. Лек је коришћен у већим дозама као ИВ препарат (12-16 g ИВ дневно у 3 или 4 подељене дозе). |

Три су главна циља лечења АНП: спречавање развоја сепсе, ерадикација узрочника и
спречавање поновних инфекција. Да би се спречила сепса, антибиотици за иницијално лечење треба да се одаберу тако да узрочници инфекције са великом вероватноћом буду осетљиви на изабрани антибиотик и да се постигне задовољавајућа терапијска концентрација лека у крви. 
Лечење се код већине болесника започиње интравенском применом лекова а само код оних са лакшoм клиничкoм сликoм и код оних који не повраћају може се спровести перорално лечење. Када болесници постану афебрилни и симптоми се смање или ишчезну (током првих 48–72 сата), може се наставити орално лечење антибиотицима, што се чак показало повољним, јер одстрањује и уропатогене бактерије из црева које могу изазвати поновну инфекцију мокраћног система.
Након терапије обавезна је провера мокраће и уринокултуре, а након излечења инфекције пожељно је уклонити предиспозиционе факторе за настанак инфекције (регулисати гликемију, разрешити хидронефрозу, каменац и сл.). 
Неадекватно лечен акутни пијелонефритис може довести до уросепсе или рецидива упорне инфекције или до трајног оштећења бубрежне функције.